# Pseudoromicia kityoi
Pseudoromicia kityoi (Monadjem, Kerbis-Peterhans, Nalikka, Babyesiza, Demos & Patterson, 2021) è un pipistrello della famiglia dei Vespertilionidi endemico dell'Uganda.

## Descrizione

### Dimensioni
Pipistrello di piccole dimensioni, con la lunghezza totale tra 88 e 89 mm, la lunghezza dell'avambraccio tra 37 e 38 mm, la lunghezza della coda tra 34 e 36 mm, la lunghezza del piede tra 9 e 10 mm, la lunghezza delle orecchie di 10 mm e un peso fino a 8 g.

### Aspetto
Le parti dorsali sono marroni, mentre quelle ventrali sono più chiare con la base più scure. Le orecchie sono corte e arrotondate, il trago ha il margine esterno ricurvo. Le membrane alari sono scure.

## Biologia

### Alimentazione
Si nutre di insetti.

## Distribuzione e habitat
Questa specie è conosciuta soltanto attraverso due individui catturati nella Mabira Forest Reserve, in Uganda.
Vive probabilmente nelle foreste.

## Conservazione
Questa specie, essendo stata scoperta solo recentemente, non è stata sottoposta ancora a nessun criterio di conservazione.